# 咲きましょう
「咲きましょう」（さきましょう）は、日本の女性歌手、berry（2007年に池上ケイへ改名）のシングル。2006年3月24日にユナイテッド・アジアエンターティメントよりリリースされた。

## 概要
- berry名義でのメジャーデビューシングル。
- 2008年1月、女性3人組アーティスト、Septemberによってカバーされた。

## 収録曲
1. 咲きましょう　（作詞：松井五郎、作曲：berry、編曲：西平彰）
  - TBS系『所萬遊記』エンディングテーマ
2. Hold on　（作詞・作曲：berry、編曲：Kansei Miyaji）
3. 咲きましょう (instrumental)